# 미얀마의 지리

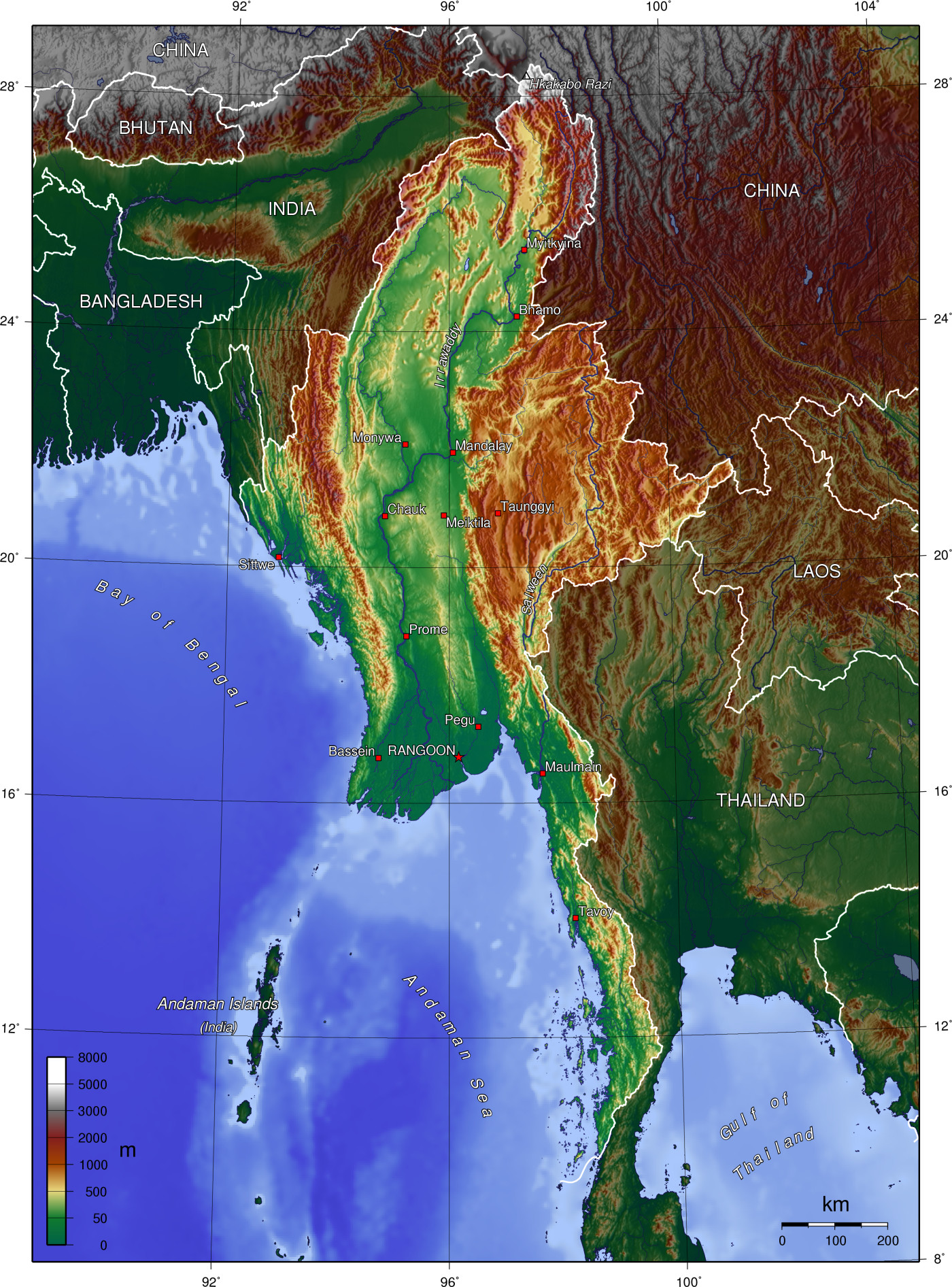

미얀마는 인도차이나 반도 서단에 위치하며 지형적으로는 서부의 아라칸산맥, 중부의 저지, 동부의 샨 및 테나세림산지로 구분된다. 중부는 건조지인 상(上)미얀마분지와 저습지인 하(下)미얀마로 나뉜다.

## 강
버마의 주요 강인 이라와디강이 중앙 버마 유을 따라 북쪽으로 남쪽으로 흐르며 드넓은 삼각주에서 끝을 맺는다. 메콩강은 중국의 윈난성, 북부 버마를 통해 티베트고원에서 라오스로 흐른다.
동쪽으로는 땅륀강과 시탕강이 샨 언덕의 서쪽, 도우나산맥의 북쪽 끝을 따라 흐른다.

## 같이 보기
- 미얀마의 화산 목록